# L'Architecture vivante
L'Architecture vivante est un magazine d'architecture d'avant-garde publié entre 1923 et 1933 dirigé par Jean Badovici.
Badovici était un critique influent en France et mentor de l'architecture moderne, il a convaincu l'éditeur Albert Morancé de l'importance d'une revue avant-gardiste. 
L'Architecture Vivante est devenu immédiatement un porte-parole influent de l'architecture moderne (Bauhaus, constructivisme, De Stijl). Le Corbusier - un ami de Badovici - par exemple est devenu l'un des architectes dont les idéaux ont été souvent abordés dans ce magazine. Badovici entretint des relations avec des magazines avant-gardistes européens comme Wendingen (Pays-Bas) et les Cahiers d'art (France, fondée en 1926) par son ami Christian Zervos.
La revue a été numérisée par la Bibliothèque d'architecture contemporaine de la Cité de l'architecture et du patrimoine et est consultable sur son portail documentaire. 